# CNE Cup of Champions
La CNE Cup of Champions è un trofeo calcistico che fu conteso tra il Celtic e il Milan nel Giugno del 1968, durante il tour estivo precampionato delle due squadre negli USA. La partita fu giocata a Toronto, in Canada, con l'intento di aumentare la popolarità del calcio nel paese. Quella del Celtic era la squadra dei Lisbon Lions, vincitrice della Coppa dei Campioni 1966-1967. Il Milan, invece, era fresco vincitore della Coppa delle Coppe 1967-1968. Le due squadre si erano già precedentemente incontrate in un altro incontro amichevole, il 26 maggio, a New York. In quell'occasione la partita terminò con un pareggio per 1-1.
Pur essendo priva di due giocatori importanti, Tommy Gemmell e Jimmy Johnstone, il Celtic riuscì ugualmente ad adattarsi alla situazione. Entrambe le squadre si impegnarono per vincere la partita sin dai primi minuti. Dopo un primo tempo a reti inviolate, nel corso della ripresa, grazie alle reti di Bobby Lennox e Charlie Gallagher, il Celtic riuscì a vincere l'incontro per 2-0.
Tra le note curiose dell'evento calcistico, fu riportato che il numero di presenze allo stadio (circa 30.121 spettatori) divenne un vero e proprio record per una partita di calcio in Canada. Inoltre, l'arbitro dell'incontro, lo svizzero Gottfried Dienst, era lo stesso direttore di gara che diresse la finale della Coppa del Mondo 1966 tra Germania e Inghilterra. Quella partita passò agli annali per il gol fantasma dell'inglese Geoff Hurst.

## La partita
| Arbitro: | Gottfried Dienst |

|  |           |                                       |
|  | Marcatori | 9’ Bobby Lennox 40’ Charlie Gallagher |